# Новокузнецкий алюминиевый завод
Новокузнецкий алюминиевый завод (НкАЗ) — предприятие цветной металлургии, расположено в городе Новокузнецке Кемеровской области. Полное название — акционерное общество «Новокузнецкий алюминиевый завод», в латинской транскрипции — Joint Stock Company «Novokuznetsk Aluminium Plant».
Входит в состав крупнейшей в мире алюминиевой компании «Российский алюминий».
Юридическое название — АО «РУСАЛ Новокузнецк».

## История
Датой рождения завода принято считать 7 января 1943 года, когда был выплавлен первый сибирский алюминий. 
В годы Великой Отечественной войны завод выдал около 28 тыс. тонн алюминия.
В 1966 году была введена вторая площадка НКАЗа.
С 1943 по 2018 год завод произвел свыше 16 млн тонн алюминия. 

В 1993 году государственное предприятие НкАЗ было преобразовано в акционерное общество открытого типа «Новокузнецкий алюминиевый завод», 7 ноября 1995 на площади перед заводом установлен памятник Су-15, с 1997 по 2001 завод входил в состав Микома, а с 2001 года АО «Новокузнецкий алюминиевый завод» входит в состав Компании РУСАЛ (с марта 2007 года — «Российский алюминий»).
В 2001 году завод получил сертификат соответствия системы менеджмента качества требованиям международного стандарта ISO 9001.
В 2006 году завод получил сертификат соответствия системы менеджмента качества требованиям международного стандарта ISO 16949.
В 2007 году завод получил сертификат соответствия системы экологического менеджмента качества требованиям международного стандарта ISO 14001.
В 2007 году завод получил сертификат соответствия системы менеджмента здоровья и безопасности на производстве OHSAS 18001.
В 2017 году завод получил сертификат соответствия системы менеджмента качества требованиям международного стандарта IATF/TS 16949.
На площадке работают  ООО «ИСО»(филиал в г. Новокузнецк) ,ООО «Сибинфософт», ООО «Ротекс-М», ООО "ИТ-Сервис", ООО "Управление бытового обслуживания"

## Производство
В настоящее время мощность НкАЗа составляет более 200 тыс. тонн в год (247454 т товарного алюминия (2013)). Свыше 60 % продукции завода составляют сплавы, в том числе многокомпонентные. Алюминий на НкАЗе производится в электролизерах с самообжигающимися анодами на основе технологии Содерберга (С-2, С-3 и С-8БМ) и электролизерах собственной разработки РУСАЛа, работающих по технологиям «Предварительно обожженный анод» (РА-167) и «Экологичный Содерберг» (С-8БМЭ).
Производственная структура:
- электролизное производство (6 корпусов),
- участок производства анодной массы,
- литейное отделение,
- вспомогательные подразделения.

Завод выпускает продукцию для электротехнической и авиационной промышленности, для предприятий, производящих строительные конструкции, двигатели и автомобильные компоненты: ОАО «КУМЗ» (г. Каменск-Уральский), ОАО «АВТОВАЗ» (г. Тольятти), ОАО «УРАЛЬСКАЯ ФОЛЬГА» (г. Михайловск), АО «ТАТПРОФ» (г. Набережные Челны), АО «КАМАЗ» (г. Набережные Челны), ООО «ЭМ-КАТ» (г. Саранск), ООО «ФЕДЕРАЛ-МОГУЛ» (г. Набережные Челны), ОАО «УМЗ» (г. Ульяновск), ООО «НЕМАК РУС» г. Ульяновск, ООО "ЛИТЕЙНЫЙ ЗАВОД «РосАЛит» (г. Заволжье), ОАО «БАРНАУЛТРАНСМАШ» (г. Барнаул). Также продукция завода экспортируется во многие страны мира — Турцию, Грецию, Польшу, Нидерланды, США, Японию и пр.
В 2007 году литейное отделение было модернизировано: установлены два поворотных миксера с МГД-перемешивателями высокой мощности, литейная машина фирмы Wagstaff для производства цилиндрических слитков, печь гомогенизации Hertwich, линия разливки металла Brochot.

## Экология
За период с 2011 по 2018 год Новокузнецкий алюминиевый завод почти вдвое уменьшил объем выбросов и размещаемых на полигоне отходов, водопотребление — в 6 раз.
В целях рационального использования водных ресурсов, в 2013 году на НкАЗе была построена система замкнутого водооборота. Ее пуск позволил полностью ликвидировать сброс сточных вод в реку Кульяновка. Водоснабжение завода выполнено по принципу многократного использования воды, с организацией систем оборотного водоснабжения.
Приоритетным направлением экологической деятельности Новокузнецкого алюминиевого завода является внедрение технологий: обожженного анода (РА-167) и «Экологичный Содерберг»; строительство в электролизном производстве «сухих» газоочисток.
Объем выбросов за 2019 год 14458,4 т

## Директора и значимые фигуры
- Бугарев, Леонид Александрович — директор (1942—1951).
- Володин, Александр Александрович — главный инженер завода, директор (до 1971), Герой Социалистического труда
- Екимов, Владимир Никонович — директор завода (1971—1984)
- Кадричев, Виктор Парфенович директор 1984—1996
- Чиракадзе, Дмитрий Зурабович директор 1996—1997
- Терентьев, Виктор Григорьевич директор 1997—2000
- Филиппов, Сергей Викторович директор 2000—2001
- Матвиенков, Валерий Александрович директор 2001—2002
- Жирнаков, Виктор Сергеевич — управляющий директор (с июня 2002 года по 5 апреля 2019 года)
- Марков, Вячеслав Викторович — управляющий директор (с 6 апреля 2019 года по 2021)
- Ермак, Сергей Михайлович — директор 2005—2010
- Минцис Моисей Яковлевич — начальник технического отдела НкАЗа

Герои страны
- Володин, Александр Александрович — главный инженер завода, директор (до 1971), Герой Социалистического труда
- Кортелев, Анатолий Григорьевич — полный кавалер Ордена Славы
- Сизинцев, Василий Иванович — Герой Социалистического труда, 1961
- Морнев, Николай Андреевич — Герой Социалистического труда, 1966
- Камкин, Владимир Николаевич — Герой Социалистического труда, 1982